# بوژیدار میلنکوف
بوژیدار میلنکوف (انگلیسی: Bozhidar Milenkov؛ زادهٔ ۱ دسامبر ۱۹۵۴) قایقران کانو اهل بلغارستان است.